# Juan Ángel Albín
Juan Ángel Albín Leites (ur. 17 lipca 1986 w Salto) – piłkarz urugwajski grający na pozycji pomocnika. Obecnie jest zawodnikiem meksykańskiego Veracruz. Posiada również obywatelstwa włoskie (za sprawą pochodzenia żony) i hiszpańskie (od 2012).